# Epibulus insidiator

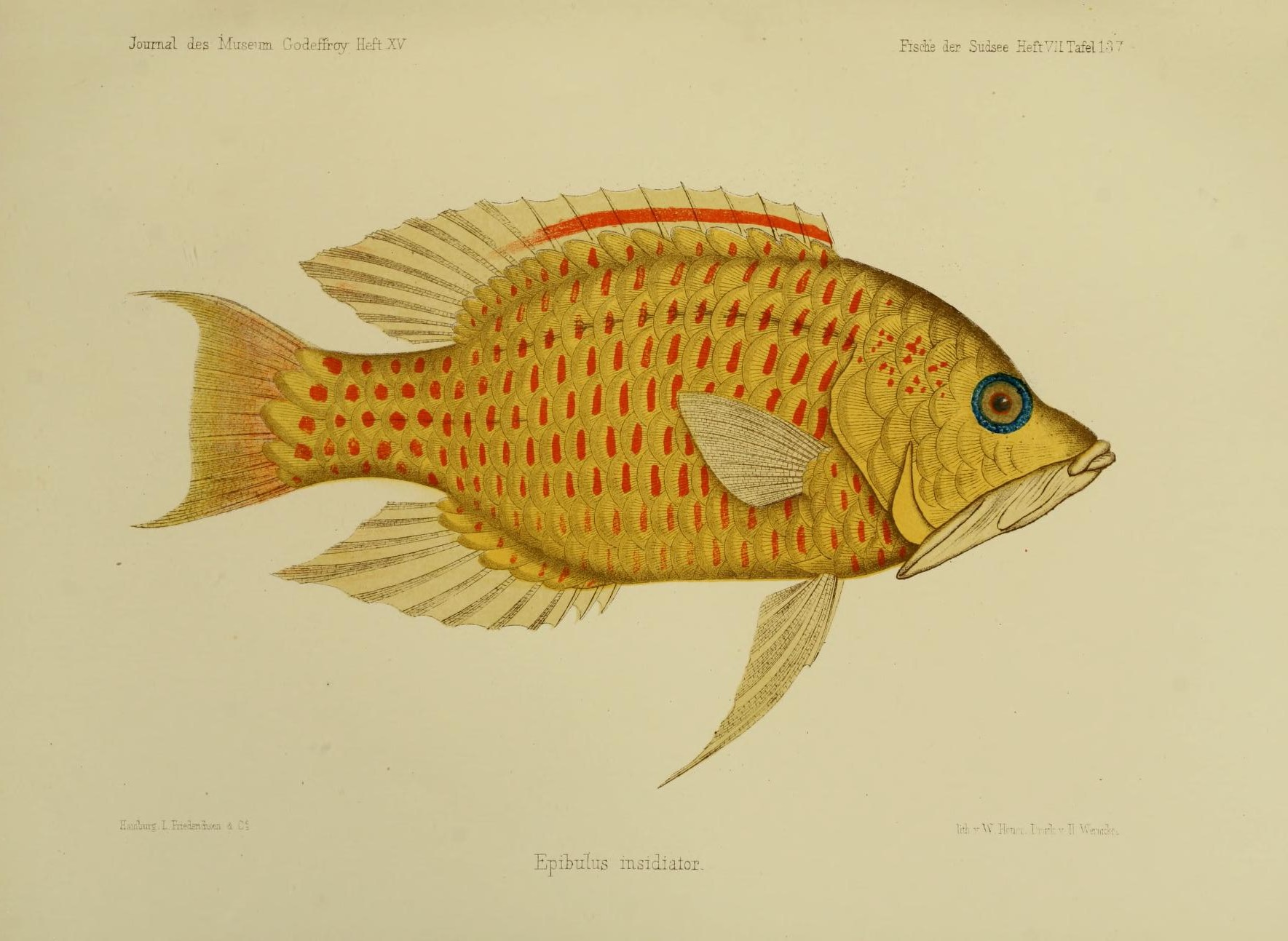
Disegno di esemplare giallo

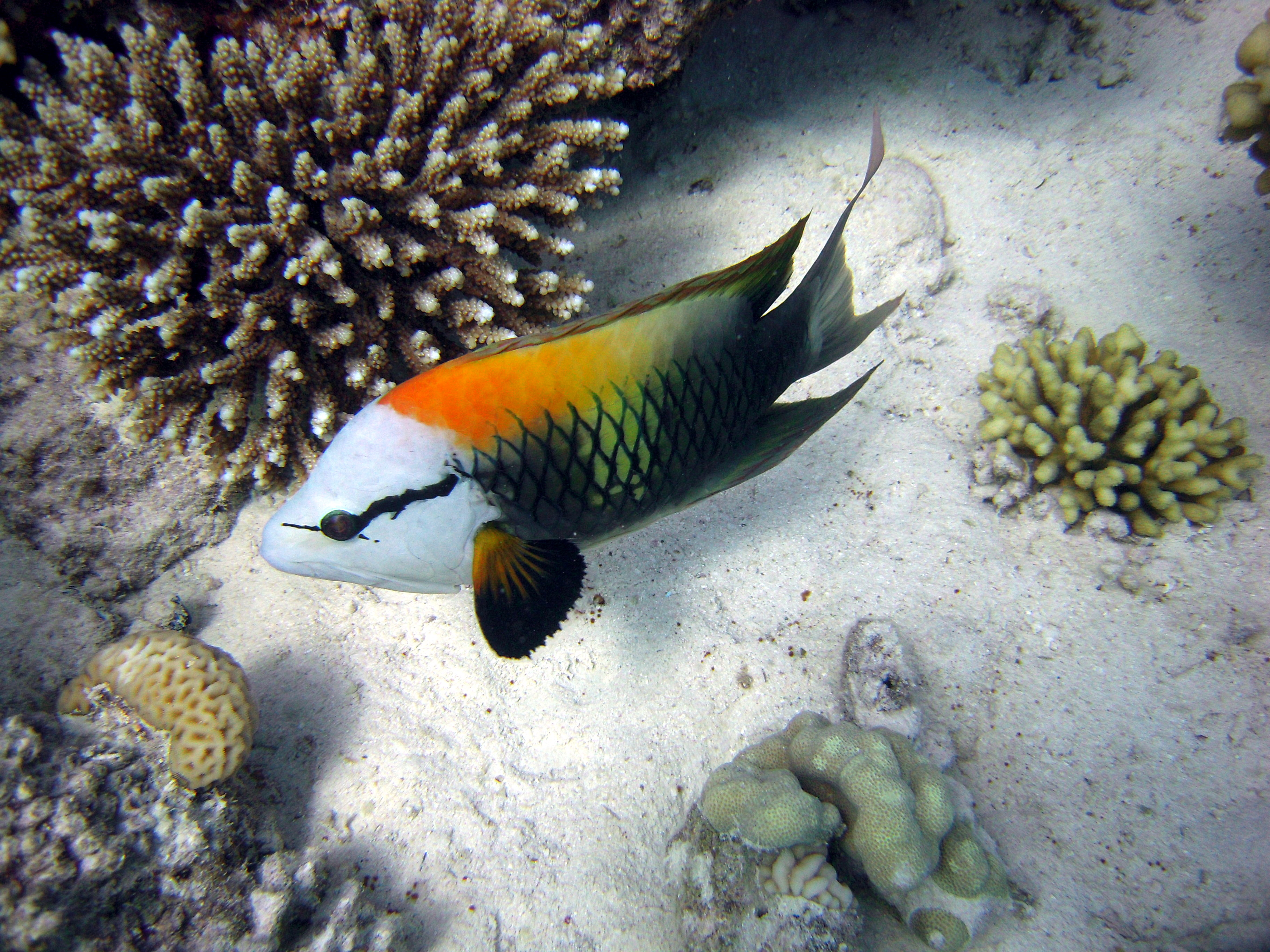
Maschio adulto

Epibulus insidiator (Pallas, 1770) è un pesce d'acqua salata appartenente alla famiglia Labridae.

## Distribuzione e habitat
Proviene dalle barriere coralline dell'oceano Indiano, del Pacifico e del Mar Rosso a profondità di circa 40 m. Si trova in particolare dalle isole Seychelles, Riunione ed anche sulle coste della Somalia.

## Descrizione
Presenta un corpo alto e compresso lateralmente, con la testa decisamente tozza. Una caratteristica particolare tipica di questa specie è la bocca che si può estendere a formare un tubo per catturare le prede, ma che per la maggior parte del tempo rimane piegata sotto la testa. La lunghezza massima registrata per questa specie è di 54 cm.
La livrea varia moltissimo: i giovani sono marroni con sottili strisce bianche, ma crescendo diventano quasi completamente gialli. Nell'ultima fase il corpo è nero, la testa bianca con l'occhio attraversato da una linea nera sottile, diagonale, dai bordi irregolari ed il dorso giallo ed arancione. Questa colorazione è tipica solo dei maschi adulti. 
Le pinne sono abbastanza ampie e allungate; la pinna caudale presenta i raggi esterni più lunghi di quelli interni. Le pinne pettorali sono nere sul bordo ed arancioni alla base.

## Biologia

### Comportamento
È una specie solitaria.

### Alimentazione
Si nutre di pesci più piccoli e crostacei (Galatheidae, granchi).

### Riproduzione
È oviparo e la fecondazione è esterna. È ermafrodita, e gli esemplari più grossi sono maschi, che sono molto territoriali. Le uova sono sferiche.

## Pesca
Viene a volte pescato per essere mangiato ed a volte lo si trova nei mercati del pesce asiatici, però sono stati segnalati casi di avvelenamento da ciguatera.

## Acquariofilia
Non è spesso presente negli acquari, probabilmente a causa delle grandi dimensioni.